# Sindicato de Arquitectos de Cataluña

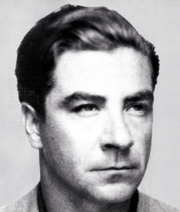
Josep Torres Clavé, director del Sindicato de Arquitectos de Cataluña

El Sindicato de Arquitectos de Cataluña (en catalán: Sindicat d'Arquitectes de Catalunya), también conocido por las siglas SAC, fue una organización surgida en 1936, al inicio de la Guerra Civil Española, en sustitución del Colegio de Arquitectos de Cataluña. Fue creado por iniciativa de algunos milicianos de la Confederación Nacional del Trabajo y la Unión General de Trabajadores y de varios arquitectos vinculados al GATCPAC (Grupo de Arquitectos y Técnicos Catalanes para el Progreso de la Arquitectura Contemporánea). Con sede en Barcelona, su objetivo era la colectivización del ramo de la construcción y el impulso de la municipalización de la propiedad urbana. Fue elegido secretario general Josep Torres Clavé, arquitecto y socio director del GATCPAC. Desapareció en 1939, al final de la contienda, fecha en que fue sustituido de nuevo por el Colegio de Arquitectos.

## Historia
Al inicio en julio de 1936 de la Guerra Civil, en Cataluña fue rechazado el levantamiento militar y se inició un proceso revolucionario mediante el cual gran parte de las empresas y servicios fueron colectivizados por sindicatos como la CNT y la UGT. Varios miembros del GATCPAC se sumaron a las iniciativas revolucionarias de colectivización de las actividades constructoras y municipalización del suelo y la vivienda, e impulsaron la sustitución del Colegio de Arquitectos por el Sindicato de Arquitectos de Cataluña (SAC), que fue formalizado el 8 de agosto de 1936.
La labor arquitectónica y constructiva quedó colectivizada y se repartieron los trabajos entre los miembros del sindicato. Se municipalizó la propiedad urbana y se proyectó un plan de obras para la defensa, especialmente en cuanto a la construcción de refugios antiaéreos. Se intervino también la Escuela Técnica Superior de Arquitectura de Barcelona, de la que fue también nombrado director Torres Clavé, con un proyecto centrado en la renovación del plan de estudios.
En el nuevo sindicato, los arquitectos fueron considerados unos trabajadores más del ramo de la construcción, aunque con categoría de técnicos. Era el sindicato el que repartía las labores de construcción de acuerdo a criterios racionales, democráticos y de calidad técnica. Entre las iniciativas del colectivo destaca un plan de construcción de escuelas en colaboración con el Consejo de la Escuela Nueva Unificada (CENU), que conllevó, además de construcciones de nueva planta, la transformación de iglesias y conventos en escuelas. También impulsó la creación de vivienda obrera, hospitales y servicios básicos para fábricas y centros comunitarios como vestuarios, duchas y lavabos, cocinas y comedores.  También intervino en proyectos de defensa y construcción de refugios antiaéreos.